# Bundesautobahn 14
De Bundesautobahn 14 (kort BAB 14, A14 of 14) is een Duitse autosnelweg, die voorlopig uit meerdere delen bestaat. Het noordelijke gedeelte vormt een verbinding tussen Wismar via Schwerin tot Karstädt en stond tot 2006 als A241 bekend. Het zuidelijke gedeelte begint bij Dahlenwarsleben bij Maagdenburg en loopt via Halle (Saale) en Leipzig tot Dreieck Nossen aan de A4 ten westen van Dresden.
Het sluiten van de ontbrekende delen tussen Karstädt en Maagdenburg is deels in planning, deels in bouw en al deels voor het verkeer vrijgegeven. De complete sluiting van de onderbreking staat pas op zijn vroegst in 2030 gepland. Als laatste werd op 20 december 2017 het gedeelte tussen Grabow en Groß Warnow vrijgegeven, waarbij 4 van de 14 geplande bouwdelen opgeleverd zijn. 
Hoewel de A14 grotendeels van noord naar zuid loopt, heeft het een even wegnummer. Dit terwijl in Duitsland autosnelwegen die van west naar oost lopen alleen even nummers krijgen en noord-zuid autosnelwegen een oneven nummer. Dit komt waarschijnlijk doordat bij de toekenning van het wegnummer alleen rekening werd gehouden met het gedeelte Maagdenburg - Nossen.

## Geschiedenis
De snelweg werd in verschillende ver van elkaar liggende delen geopend. Begin jaren 30 werd begonnen met de bouw van de A14. Op 25 april 1936 werd de snelweg tussen de aansluitingen Halle/Peißen en Leipzig-Ost voor het verkeer opengesteld. Tot het einde van de jaren 30 werd doorgebouwd waardoor tussen Leipzig-Ost en Klinga alle viaducten reeds gereed waren. Door de Tweede Wereldoorlog werd echter een bouwstop ingevoerd.
Op een kaart uit 1958 was het plan voor een snelwegverbinding van Wismar via Schwerin, Maagdenburg en Leipzig naar Dresden ingetekend. Dit plan werd door de DDR deels omgezet. Het zou nog tot eind jaren 60 duren alvorens weer aan de bouw van de A14 (die in de DDR ondertussen het nummer A10 had gekregen) werd begonnen.
- In het zuiden werd in 1970 het traject van Leipzig-Ost tot Grimma geopend, in 1971 van Grimma tot Dreieck Nossen (A4).
- In het noorden was van 1984 tot 1986 een ongeveer 20 kilometer lange trajectdeel, deels met één rijbaan, vanaf de snelweg Berlijn - Hamburg (Dreieck Schwerin) tot Schwerin opgeleverd, voordat door de oplopende kosten de verlenging naar Wismar werd gestaakt. Men sprak sindsdien van de "Schweriner Anschluss".[3] Na de Duitse hereniging kreeg dit gedeelte het wegnummer A241.

### Trajectdeel Maagdenburg - Halle
In kader van het Verkehrsprojekt Deutsche Einheit (VDE Nr. 14) volgde de nieuwbouw van de snelweg vanaf de A2 tussen het nieuw te bouwen Kreuz Magdeburg en Halle (aansluiting Halle/Peißen) en werd in 2000 afgesloten. In 1996 werd het eerste deel van het traject tussen Löbejün en Könnern geopend. In november 1997 volgde het trajectdeel tussen de aansluitingen Magdeburg-Stadtfeld en Magdeburg-Reform, in oktober 1998 het aansluitende deel tussen Magdeburg-Reform en Schönebeck en vervolgens op 27 oktober 1999 het deel tussen Magdeburg-Stadtfeld en Kreuz Magdeburg. In hetzelfde jaar werd op 23 november het trajectdeel tussen Halle/Peißen en Löbejün vrijgegeven, op 8 november 2000 volgde het trajectdeel tussen Dahlenwarsleben en Kreuz Magdeburg en op 30 november 2000 het laatste trajectdeel tussen Könnern en Schönebeck.
Op 31 augustus 2006 ontstond met de aansluiting op de A38 (Südharzautobahn) bij Dreieck Parthenaue een alternatieve route voor het verkeer richting Erfurt/München/Dresden, welke de A14 in het noorden van Leipzig ontlast.
Bovendien is een verlenging van de A143 tot de A14 gepland, die via het eveneens geplande Dreieck Halle-Nord aangesloten zal worden en hiermee zal de snelwegring om Halle evenals ook de Mitteldeutsche Schleife worden gesloten.

### Trajectdeel Schwerin - Wismar (A241)
In 1982 werd door de Oost-Duitse regering besloten dat Wismar een aansluiting moest krijgen op de Transitautosnelweg Hamburg - Berlijn. In 1986 werd de autosnelweg tussen Dreieck Schwerin (toen als Abzweig Schwerin bekend) en de afrit Schwerin voor het verkeer opgesteld, waarvan ongeveer de helft als vierstrooksweg zonder vluchtstroken, de rest werd als tweestrooksweg opengesteld.
In 1992 werd ook het stuk tot Schwerin-Ost als vierstrooksweg voor het verkeer opengesteld, volledig volgens de oude DDR-planning ook zonder vluchtstroken. In 1997 werd begonnen aan de verdere bouw richting Wismar, waardoor 3 jaar later ook het wegvak Schwerin-Ost - Schwerin-Nord geopend kon worden.
Op 24 augustus 2006 werd het gedeelte tussen Kreuz Wismar en Jesendorf voor het verkeer geopend. De kosten voor dit 11 kilometer lange stuk lagen rond 50 miljoen euro. Tegelijkertijd werd de A241 omgenummerd tot A14, om duidelijk te maken dat nog een gedeelte tussen Schwerin en Maagdenburg gepland is.
De verlenging tussen Wismar en Schwerin vertraagde door financiële en vooral milieuproblemen. De eerste schop in de grond voor het laatste deel tussen de aansluitingen Jesendorf en Schwerin-Nord was op 30 oktober 2007. Op 21 december 2009 volgde de vrijgave voor het verkeer waardoor een volledige snelweg ontstond tussen de A20 en A24.

## Foto's

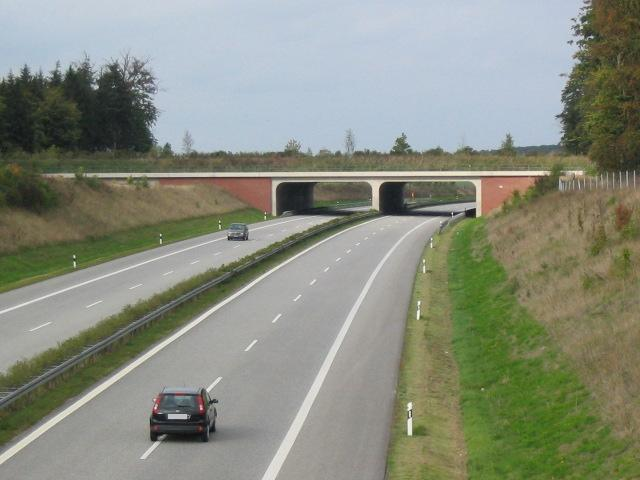
Ecoduct over de A14 bij Schwerin. (2006)
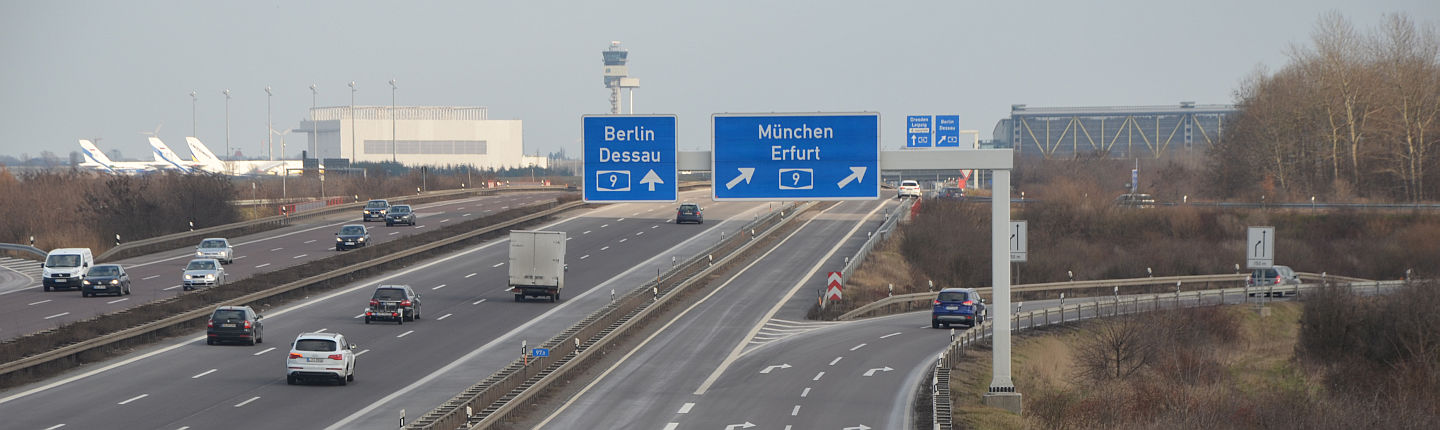
A14 in oostelijke richting  voor Schkeuditzer Kreuz, op de achtergrond Luchthaven Leipzig/Halle. (2016)
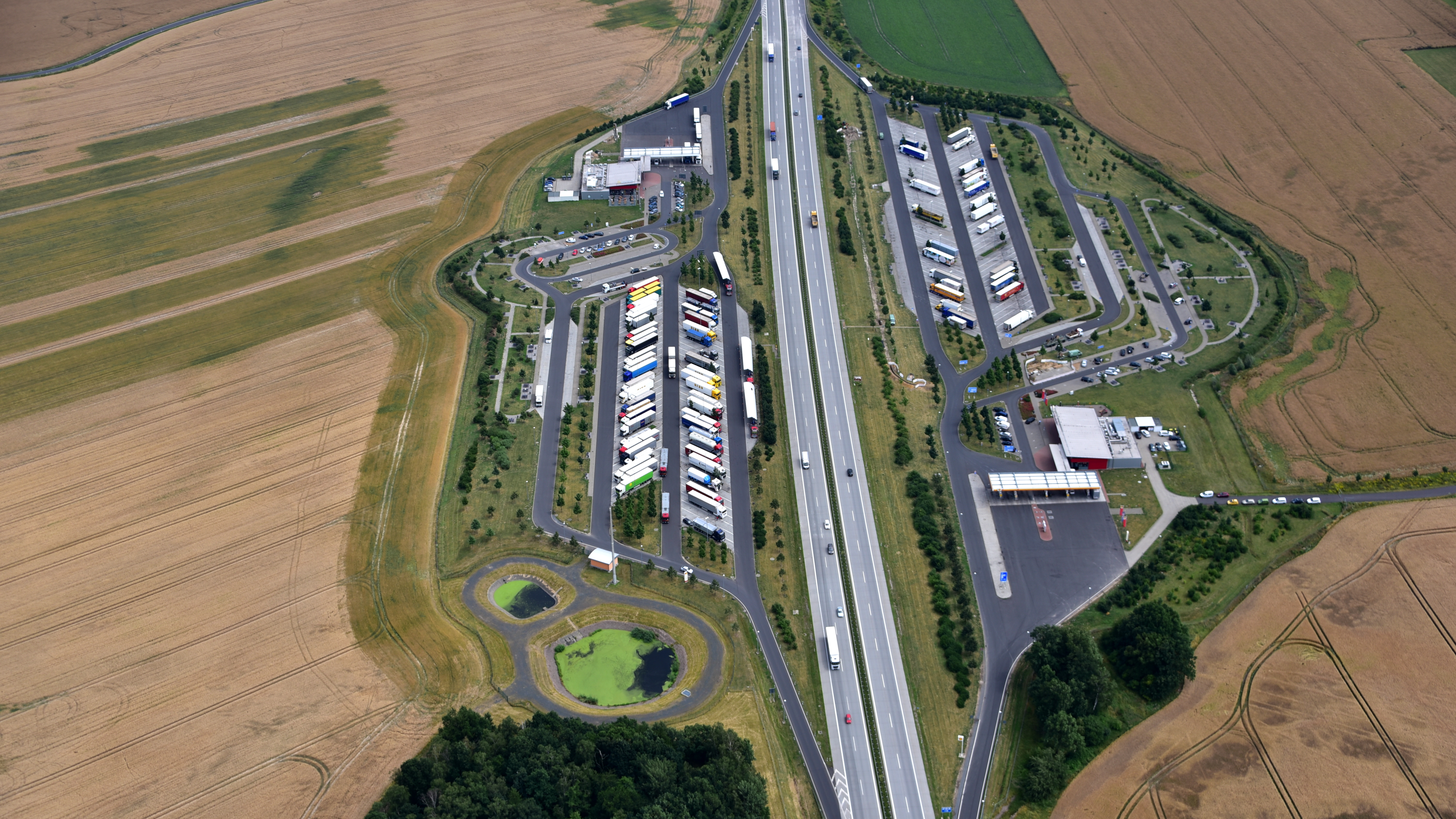
Verzorgingsplaats Muldental. (2017)

## Sluiten onderbreking Schwerin - Maagdenburg

### Plannen

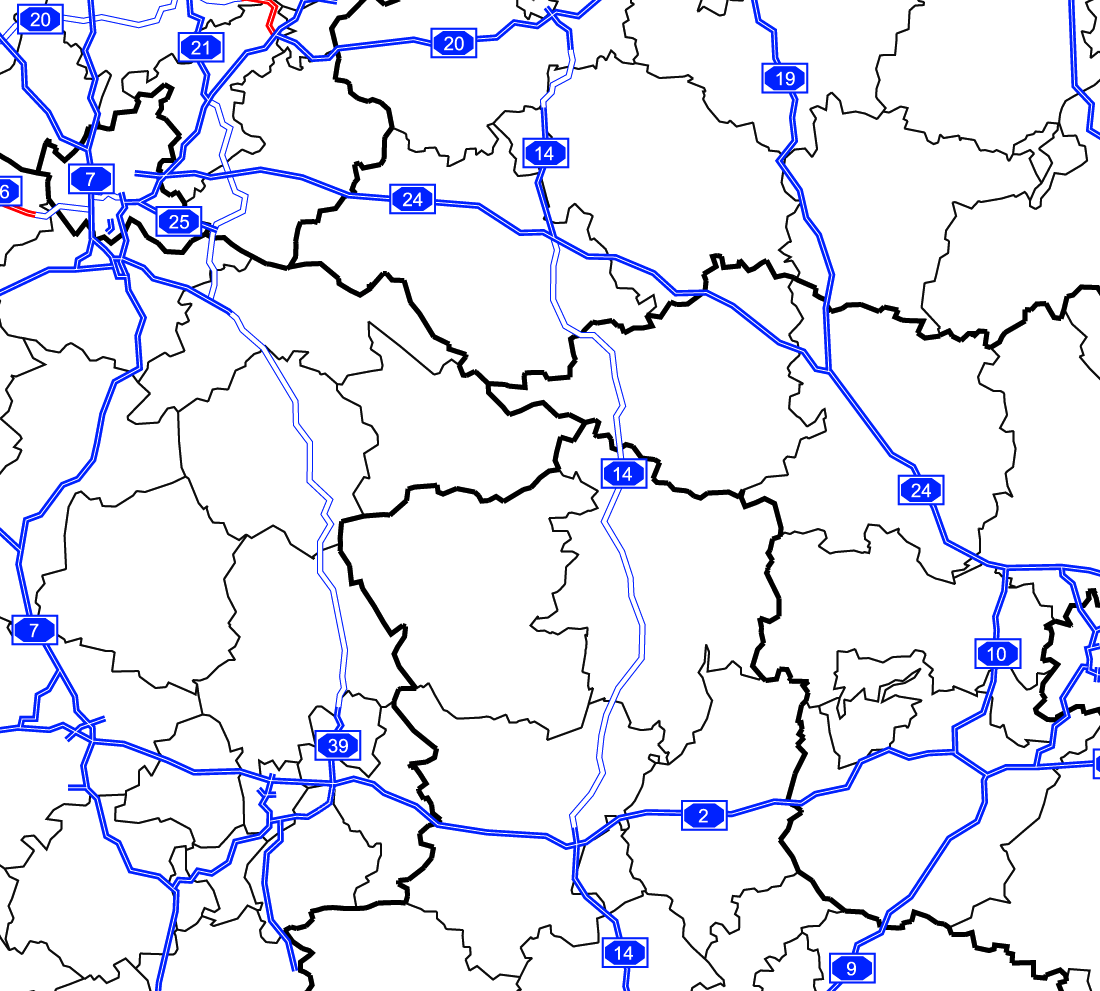
Geplande A14 in het oosten van Duitsland. Ondertussen is al een deel aangelegd. (kaart uit 2010)

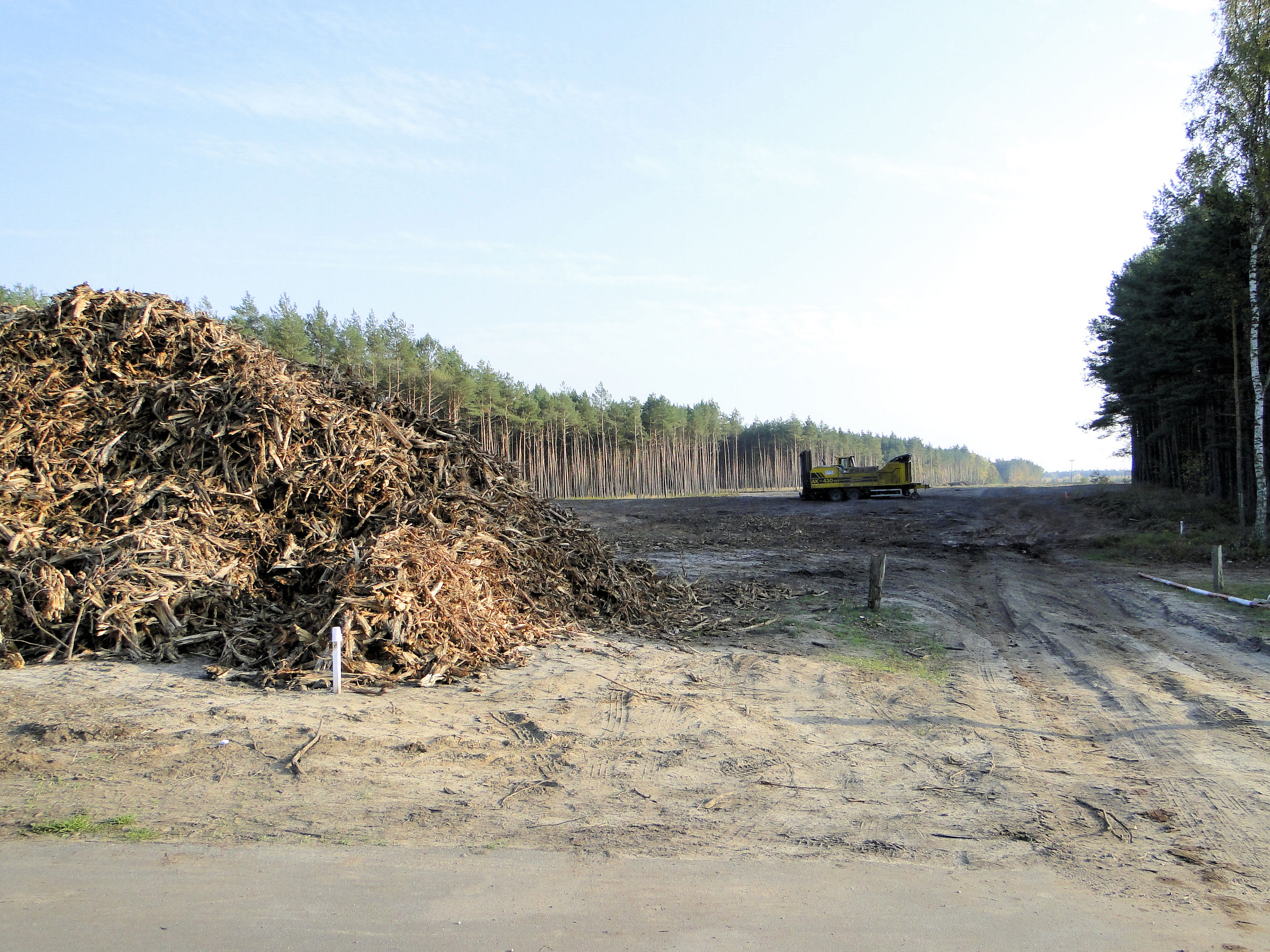
Kapwerkzaamheden bij aansluiting Ludwigslust. (2012)

Er zijn in het verleden (1995) verschillende alternatieven geweest voor de verlenging van de A14 vanaf Dahlenwarsleben richting het noorden. Ten eerste was de zogenaamde X-variant, die onder andere door de ADAC gesteund werd voorzag doortrekking naar Lüneburg, hierbij zou de A39 van Wolfsburg worden verlengd tot Schwerin. Beide snelwegen zouden ongeveer halverwege kruisen waardoor er een X ontstond.
Het uiteindelijke plan dat zal worden uitgevoerd staat bekend onder de naam I- of Hosenträgervariant (bretelsvariant). Hierbij wordt de A39 verlengd tot Lüneburg en de A14 wordt verlengd tot Kreuz Schwerin. Bij Salzwedel zal door een nieuw te bouwen driestrooks-Bundesstraße (B190n) een verbinding tussen de beide autosnelwegen gevormd worden. Met deze variant zal samen met de A7 drie parallelle noord-zuidverbindingen op ongeveer 50 kilometer afstand van elkaar ontstaan.
Gepland is nu een verlenging van de A14 naar het noorden via Colbitz, Lüderitz, Stendal, Osterburg (Altmark), Wittenberge en Karstädt met aansluiting op het noordelijke deel naar Kreuz Schwerin. Het ruimtelijke ordeningsonderzoek voor het tracé werd op 22 november 2004 afgesloten. Op 12 april 2005 werd het voorkeurstracé van de A14 door de Bondsverkeersminister volgens §16 van het Bundesfernstraßengesetz vastgesteld. Op 20 juni 2007 ondertekende de Bondsverkeersminister Wolfgang Tiefensee en de verkeersministers van de desbetreffende deelstaten de overeenkomst voor de bouw van het traject. Toen werd een einddatum van 2015 genoemd dat het traject klaar zou zijn. In maart 2011 werd het verschoven naar 2020. Later werd 2022 evenals 2030 genoemd als jaar dat de bouw gereed is.
Het financieringsplan ziet de totale kosten van €775 miljoen voor, die door de Bond, deelstaten en de Europese Unie gedragen wordt. In mei 2008 werd een nieuwe kostenraming van DEGES (projectmanagementorganisatie voor de Verkehrsprojekte Deutsche Einheit)  openbaar, waarbij de kosten hoofdzakelijk door natuur- en milieumaatregelen naar ongeveer €1,3 miljard gestegen was.
In oktober van hetzelfde jaar werd vastgesteld dat de bouw van dit traject in drie fases plaats zal vinden. Het eerste werd nogmaals in drie delen opgeknipt en had in 2015 afgerond moeten zijn. Deze was Wolmirstedt - Stendal, Osterburg - Karstädt en Grabow - Schwerin. De kosten voor deze fase bedroegen €775 miljoen, waarvan 42%, rond de €325 miljoen, uit de in 2015 aflopende EU-ondersteuningsprogramma EFRO gehaald werd. De tweede fase werden de trajectdelen Stendal - Osterburg en Karstädt - Grabow onderverdeeld. De sluiting van de onderbreking tussen Wolmirstedt en Maagdenburg wordt voor de derde fase voorzien. Tot dan zal tussen Kreuz Magdeburg en Wolmirstedt de A2 en de deels vier rijstroken tellende B189 moeten worden gebruikt. Tot de zomer van 2012 kon alleen met de bouw van een 5,6 kilometer lange traject bij Colbitz begonnen worden. Voor alle andere trajecten in Saksen-Anhalt was nog geen bouwrecht beschikbaar omdat de procedures waren vertraagd. Door de vertraging in de planvorming wordt ervan uitgegaan dat de snelweg in Saksen-Anhalt zonder nieuwe vertragingen compleet in 2022 gereed zal zijn wanneer alle trajectdelen gelijk gebouwd zullen worden. De noordelijke verlenging van de A14 door Saksen-Anhalt wordt ook wel Altmark-Autobahn genoemd.

### Voortgang
De symbolische eerste schop in de grond volgde op 1 november 2012 bij de aansluiting Ludwigslust. Het tot Kreuz omgebouwde voormalige Dreieck Schwerin werd op 26 juni 2015 vrijgegeven.
- Het 16,2 kilometer lange deel tussen Kreuz Schwerin (A24) en aansluiting Grabow (B5) werd op 21 december 2015 vrijgegeven;[18]
- Voor het 9,8 kilometer lange trajectdeel tussen aansluiting Grabow en aansluiting Groß Warnow werd in november 2012 het tracébesluit vastgesteld. Met de bouw werd in juni 2015 begonnen.[19][20] De verkeersvrijgave van dit deel volgde op 20 december 2017;[21]
- Voor het 12,6 kilometer lange deel tussen aansluiting Groß Warnow en aansluiting Karstädt werd in maart 2012 het tracébesluit vastgesteld.[22] Tegen het tracébesluit werd in beroep gegaan. Het beroep werd door de landelijke bestuursrechter op 3 mei 2013 afgewezen.[23][24][25] De voorbereidende werkzaamheden begonnen in herfst 2012 en de eigenlijke bouwwerkzaamheden in oktober 2013.[26] Het trajectdeel werd op 21 december 2015 voor het verkeer vrijgegeven;[27]
- Voor het 17,6 kilometer lange deel tussen aansluiting Karstädt en aansluiting Wittenberge loopt sinds april 2009[28] de tracéprocedures. In 2015 lag het definitieve tracé nog niet vast. De voorkeur heeft een tracéverloop langs de spoorlijn Wittenberge - Karstädt, alleen het verloop om de dorpen Bentwisch en Lindberg is omstreden. De keuze is of het tracé dicht bij de dorpen verloopt of met een grote boog eromheen gaat, wat betekent dat de snelweg door het biosfeerreservaat Flusslandschaft Elbe gaat.[29][30][31] Het herstarten van de tracéprocedures wordt in 2018 verwacht.[14] Als alles volgens planning verloop zal deze in 2020 afgesloten zijn zodat het traject in 2023 voor het verkeer vrijgegeven kan worden.[32]
- Voor de 2,6 kilometer lange trajectdeel (in Brandenburg) tussen de aansluiting Wittenberge en de grens met Saksen-Anhalt werden de tracéprocedures in februari 2010 gestart. Deze zou eind 2015 afgesloten zijn, maar vertraagde zich door veranderende eisen voor de bescherming tegen hoog water. De BUND (natuurbeschermingsorganisatie) bekritiseerde de geplande twee rijstroken tellende provisorische aansluiting zuidelijk van de aansluiting met betrekking tot het efficiënt afhandelen van het verkeer.[33] Het tracébesluit werd op 15 december 2017 vastgesteld.[34] Voorbereidend werd in mei 2017 met de ecologische compenserende maatregelen begonnen, die in maart 2019 zullen worden afgesloten. De BUND is tegen het gekozen tracé in beroep gegaan, zij zien in plaats van de nieuwbouw van de A14 een verbreding van de Bundesstraße of het afzien van vluchtstroken.[35]
- Voor de in totaal 8,8 kilometer lange trajectdeel (in Saksen-Anhalt) tussen de grens met Brandenburg en aansluiting Seehausen-Nord[36] (voorheen Vielbaum) loopt sinds januari 2010 de tracéprocedures. De planning werd in december 2011 verwacht. In december 2012 vonden vernieuwde discussie plaats, die onder andere nieuwe vervangingsmaatregelen voor de kwartelkoning inhielden. Na verdere veranderingen (onder andere in de classificering van omliggende wegen) was een vernieuwde invulling van de planningsdocumenten noodzakelijk, deze volgde in september en oktober 2014 en er werd niet tegen in beroep gegaan.[37] Het tracébesluit wordt in 2018 verwacht.[14]
- Voor het 16,8 kilometer lange deel tussen aansluiting Seehausen-Nord[36] en de aansluiting Osterburg werden de tracéprocedures in het eerste halfjaar van 2013 gestart. In november 2014 volgde de bekendmaking van de documenten, welke zonder bezwaren eindigden.[38] Natuurbeschermingsmaatregelen bij Feldlerche werden in 2017 opnieuw uitgezocht. De bijgewerkte documenten worden in het tweede halfjaar van 2018 verwacht.[39]
- Voor de 18,2 kilometer lange trajectdeel tussen de aansluiting Osterburg en aansluiting Stendal-Mitte[36] (voorheen Uenglingen) loopt sinds juli 2011 de tracéprocedures. Na een eerste bekendmaking in oktober 2011 waren omvangrijke planveranderingen nodig. Deze volgde in december 2013 en werden in oktober 2014 besproken. Door de noodzakelijke actualisering van de rapporten werden veranderingen nodig en begin 2017 openbaar gemaakt.[37] Het volgende vernieuwde tracébesluit werd in februari 2018 afgerond en lag van 7 tot 21 maart 2018 ter inzage.[40][41] De bouw is alleen met het aansluitende trajectdeel tot aansluiting Lüderitz mogelijk.[42] Tegen het besluit werd niet in beroep gegaan en is sinds eind april 2018 onherroepelijk.[43] De start van de bouw is in 2019 gepland.
- Voor het 12,9 kilometer lange deel tussen de aansluiting Stendal-Mitte[36] en aansluiting Lüderitz lopen sinds januari 2011 de tracéprocedures. Deze werden in maart 2011 en mei 2015 aangepast gepresenteerd. De bezwaarperiode eindigde in juni 2015 zonder bezwaren.[37] Het publiceren van de aanvullende documenten is in het tweede kwartaal van 2018 gepland.[44]
- Voor het oorspronkelijke 12,5 kilometer lange deel tussen aansluiting Lüderitz en de L29 noordelijk van Dolle werd in juni 2012 het tracébesluit vastgesteld. Hierin werd in beroep gegaan en dit werd in mei 2014 behandeld. Als gevolg hiervan lagen de procedures stil.[37] In 2016 zouden de procedures weer worden gestart, nadat extra vlaktes voor de bescherming van melkgeiten gepland waren.[45] Om een snellere bouw mogelijk te maken werd het trajectdeel met 2,33 kilometer tot aansluiting Tangerhütte verlengd. Op 13 december 2016 kwamen de BUND en de deelstaat Saksen-Anhalt tot een overeenkomst voor extra natuur- en geluidsreducerende maatregelen waardoor afgezien wordt van mogelijke rechtszaken tegen de aanleg, waarmee het recht tot bouwen ontstond.[46] De middelen werden vrijgeven. Voor het bouwvrijmaken werden 4 ruilverkavelingsprocedures en in het voorjaar van 2018 archeologische onderzoeken doorgevoerd.[37]
- Het 10,8 kilometer lange deel tussen de L29 noordelijk van Dolle en aansluiting Colbitz is sinds maart 2010 het tracébesluit vastgesteld en zou vanaf de herfst van 2010 met de bouw gestart worden.[47] De start van de bouw in 2010 vertraagde, omdat de BUND en twee private personen voor de Bondsbestuursrechter in beroep zijn gegaan tegen het besluit. Op 25 mei 2011 werden ook de laatste beroepen afgewezen door de bestuursrechter.[48] Echter werd het plan door het beroep van de BUND een overeenkomst met de Bond gesloten, waarbij het eerste bouwdeel met 1,5 kilometer tot 6 kilometer verkort werd.[49] Op 30 november 2011 werd met de bouw begonnen.[50] Na een nieuw beroep van de BUND in december 2012 was in januari 2014, door een besluit van het Bundesverfassungsgericht, een aanvullend tracébesluit nodig.[37] De inspraakperiode voor het aanvullend besluit eindigde in augustus 2015 zonder enig bezwaar.[37] Op 4 april 2016 werd het tracébesluit vastgesteld. Door de nog lopende procedure voor het vervolgtraject tot Lüderitz mag dit trajectdeel pas na het juridische besluit over het vervolgtraject gebouwd worden, waardoor de start van de bouw pas op zijn vroegst begin 2017 mogelijk was.[51] Daardoor werd in een verdere verandering van het besluit het noordelijke aansluitende gedeelte van 2,33 kilometer bij het tracébesluit van het traject Lüderitz - Dolle toegevoegd, waardoor de bouw van dit deel tussen Colbitz en Dolle mogelijk werd. Dit besluit werd op 20 juli 2016 rechtsgeldig, waardoor bouwrecht voor dit gedeelte bestond. Op 16 augustus 2017 volgde de eerste schop in de grond met de bouw van de brug over de B189 bij Cröchern, nadat maatregelen waren genomen om diersoorten te beschermen. Verwacht wordt dat de bouw in 2020 gereed is.[14][37][52]
- Voor het 5,7 kilometer lange deel tussen aansluiting Colbitz en aansluiting Wolmirstedt werd in maart 2010 het tracébesluit vastgesteld. De bouw startte in november 2011. Het trajectdeel werd op 29 oktober 2014 voor het verkeer vrijgegeven.[53]
- Voor het 11,5 kilometer lange trajectdeel tussen aansluiting Wolmirstedt en het huidige einde van de A14 bij Dahlenwarsleben lopen de tracéprocedures sinds februari 2011. Na de eerste bekendmaking in oktober 2011 waren veranderingen van de plannen noodzakelijk. De inspraakperiode van deze veranderingen eindigde eind januari 2015.[37] Een aanvullende toelichting op de documenten wordt voor het tweede kwartaal van 2018 voorbereid.[44]

| VKE (trajectnr.) | Trajectdeel                                                       | Status | Lengte (km) |
| ---------------- | ----------------------------------------------------------------- | --- | ----------- |
| 7                | Kreuz Schwerin - aansl. Ludwigslust - aansl. Grabow               | gereed (bouwstart november 2011; vrijgave 21 december 2015)                                                                              | 16,2        |
| 6                | aansl. Grabouw - aansl. Groß Warnow                               | gereed (bouwstart juni 2015; vrijgave 20 december 2017)                                                                                  | 9,8         |
| 5                | aansl. Groß Warnow - aansl. Karstädt                              | gereed (bouwstart oktober 2011; vrijgave 21 december 2015)                                                                               | 12,6        |
| 4                | aansl. Karstädt - aansl. Wittenberge                              | in tracéprocedure (sinds april 2009) | 17,5        |
| 3.2b             | aansl. Wittenberge - grens Brandenburg - Saksen-Anhalt            | tracébesluit sinds 15 december 2017 | 2,6         |
| 3.1/3.2a         | grens Brandenburg - Saksen-Anhalt - aansl. Seehausen-Nord         | aanpassing tracébesluit (sinds januari 2010)                                                                                             | 8,8         |
| 2.2              | zuidelijk aansl. Seehausen-Nord - aansl. Osterburg                | in tracéprocedure (sinds september 2014)                                                                                                 | 16,78       |
| 2.1              | aansl. Osterburg - aansl. Stendal-Mitte                           | tracébesluit vastgesteld (sinds februari 2018), bouwrecht sinds mei 2018, bouwstart gelijktijdig met VKE 1.5                             | 18,23       |
| 1.5              | aansl. Stendal-Mitte - aansl. Stendal - aansl. Lüderitz           | in tracéprocedure (sinds januari 2011), sinds mei 2014 non-actief gesteld, geschrapt en nieuwe tracéprocedure gestart (sinds april 2015) | 12,89       |
| 1.4              | aansl. Lüderitz - aansl. Tangerhütte                              | in bouw/bouwrecht (sinds december 2016)                                                                                                  | 14,83       |
| 1.3              | aansl. Tangerhütte - noordelijk aansl. Colbitz                    | in bouw (sinds 16 augustus 2017; vrijgave 2020)                                                                                          | 8,51        |
| 1.2              | noordelijk aansl. Cobitz - aansl. Wolmirstedt                     | gereed (bouwstart november 2011; vrijgave 29 oktober 2014)                                                                               | 5,56        |
| 1.1              | aansl. Wolmirstedt - aansl. Haldensleben - aansl. Dahlenwarsleben | in tracéprocedure (sinds april 2009) | 11,50       |
| Totaal (km):     | Totaal (km):                                                      | Totaal (km): | ~156        |

Sinds de herfst van 2004 zijn de tegenstanders tegen de bouw van de A14 verenigd in de actiegroep "Keine A14". De groep beargumenteert dat de lage verwachte verkeersintensiteiten van 15.000 voertuigen per dag zelfs de uitbreiding van de bestaande Bundesstraße (B189, B5 en B106) niet rechtvaardigt. Desondanks wordt de bouw op circa €1,3 miljard geraamd. De actiegroep ziet hierin een verkwisting van het belastinggeld. Zij stellen als alternatief voor de snelweg de uitbreiding van de B5 en B189 voor. Een juridische strijd, vergelijkbaar met het proces tegen de bouw van de A143 bij Halle, wordt verwacht en door de BUND nagestreefd.
Echter wordt volgens de verkeersprognose "A 14 Magdebrug-Wittenberge-Schwerin" voor het jaar 2025 op geen enkel trajectdeel intensiteiten onder de 15.000 voertuigen per dag verwacht. Op het trajectdeel met de laagste intensiteiten (Wittenberge - Karstädt) worden 19.200 voertuigen per dag verwacht. In Saksen-Anhalt worden op het drukste trajectdeel tot 39.400 voertuigen per dag berekend. Op alle overige trajectdelen liggen de intensiteiten tussen deze waarden. De verkeersprognose voor de A14 werd in opdracht van het Bundesministerium für Verkehr, Bau und Stadtentwicklung uitgevoerd in kader van een landelijke verkeersprognose voor het jaar 2025. Volgens de BUND worden de cijfers overschat, zij verwachten daarentegen duidelijk minder verkeer met maximaal 26.000 voertuigen per dag op het drukste trajectdeel.

## Indeling

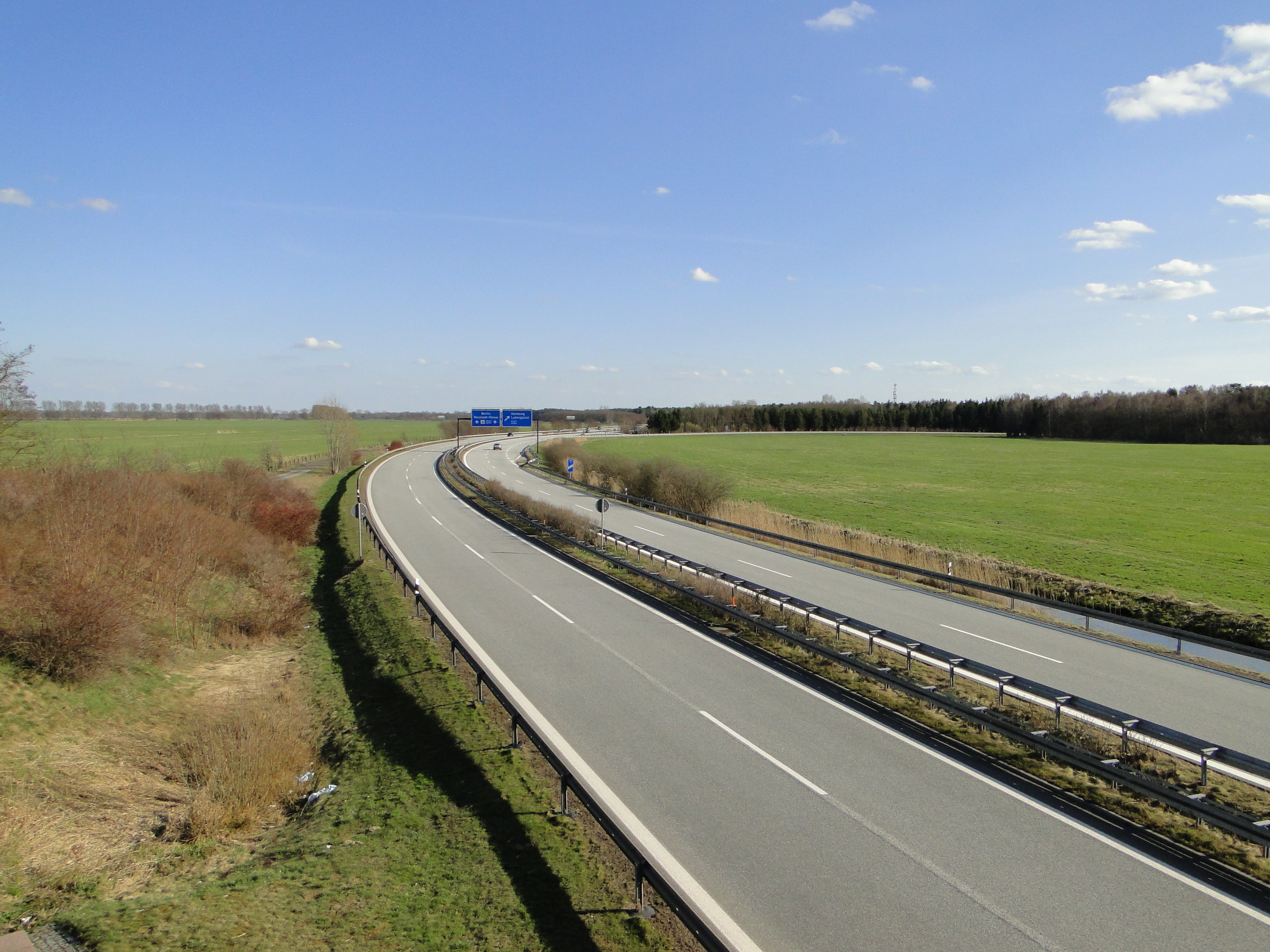
A14 bij Wöbbelin zonder vluchtstroken. (2010)

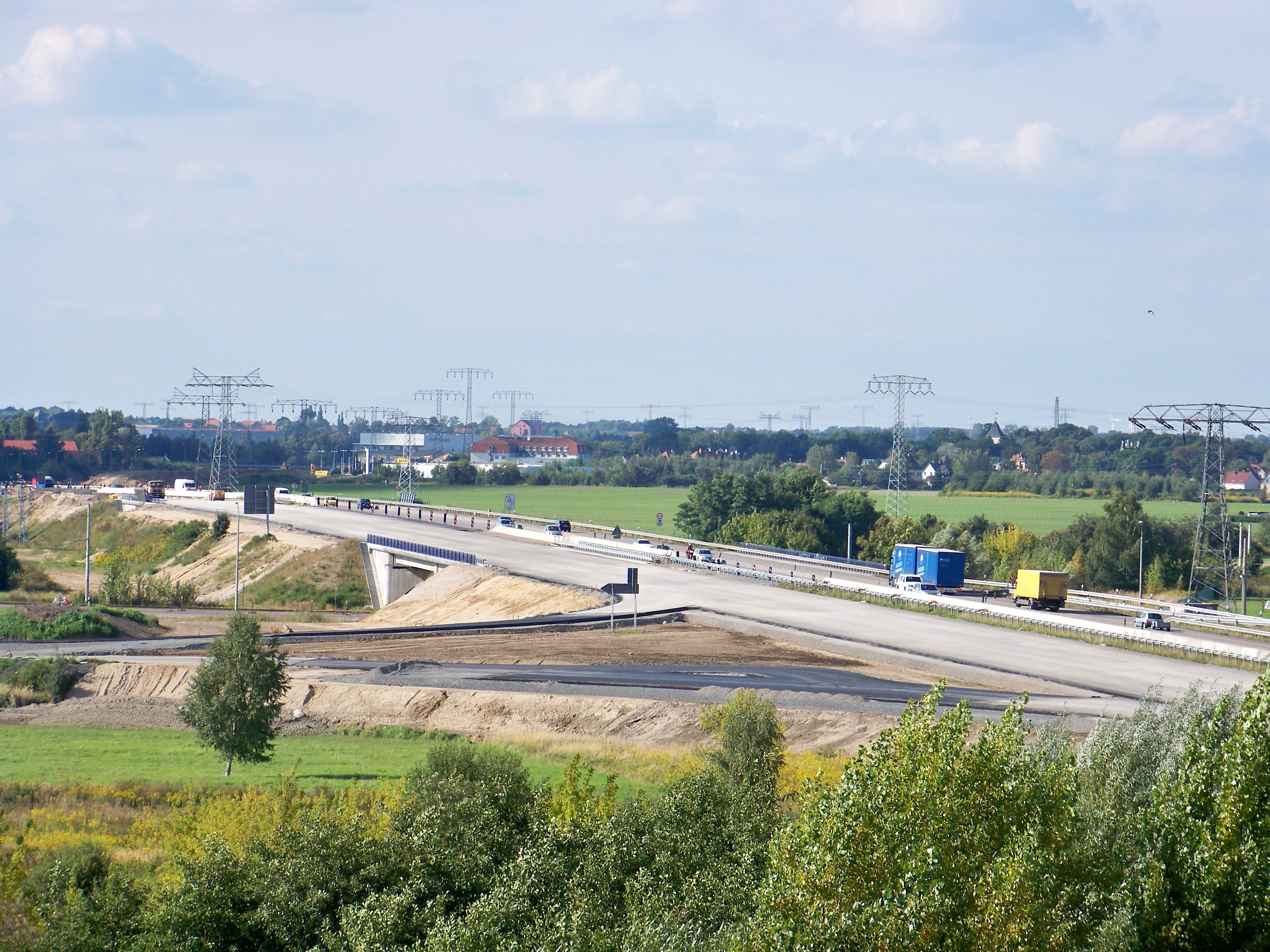
Verbreding naar 2x3 rijstroken in de A14 bij aansluiting Leipzig-Nordost. (2010)

De snelweg tussen Halle/Peißen en Leipzig-Ost evenals tussen Kreuz Magdeburg en Magdeburg-Stadtfeld hebben 3 rijstroken per richting, de overige delen 2 rijstroken. Vanaf augustus 2009 werd tussen aansluiting Leipzig-Messegelände en Leipzig-Ost de snelweg verbreed naar 2x3 rijstroken, waarbij tussen Leipzig-Nordost en Leipzig-Ost de verbreding in 2011 afgesloten werd. De feestelijke vrijgave van het traject tussen Leipzig-Messegelände en Leipzig-Ost volgde op 27 juli 2012.
De bouwstart voor het eerste trajectdeel van de verbreding naar 2x3 rijstroken tussen Halle/Peißen en Schkeuditzer Kreuz was in 2006, het tweede trajectdeel volgde in maart 2007. De officiële vrijgave van beide delen volgde op 8 juli 2009.
Het trajectdeel tussen Kreuz Schwerin en Schwerin-Ost beschikt niet over vluchtstroken. De bouw van de vluchtstroken is gepland. Hiervoor werden op en onder een aantal bruggen ruimte vrijgemaakt voor vluchtstroken. Een brug die zich in slechte staat bevond tussen Plate en Consrade werd afgebroken en in 2008 als nieuwe brug opgeleverd.